# Look (Magazin)
Look war ein US-amerikanisches Magazin mit breiter Themenpalette. Es wurde von 1937 bis 1971 in Des Moines im Bundesstaat Iowa in zweiwöchentlichem Rhythmus herausgegeben. Die großformatige Publikumszeitschrift legte vor allem Wert auf qualitätvolle Fotos, Artikel kamen erst an zweiter Stelle. Look konkurrierte mit der Zeitschrift Life, die einige Monate früher erstmals erschien und 1972 ihr Erscheinen einstellen musste.

## Gründung

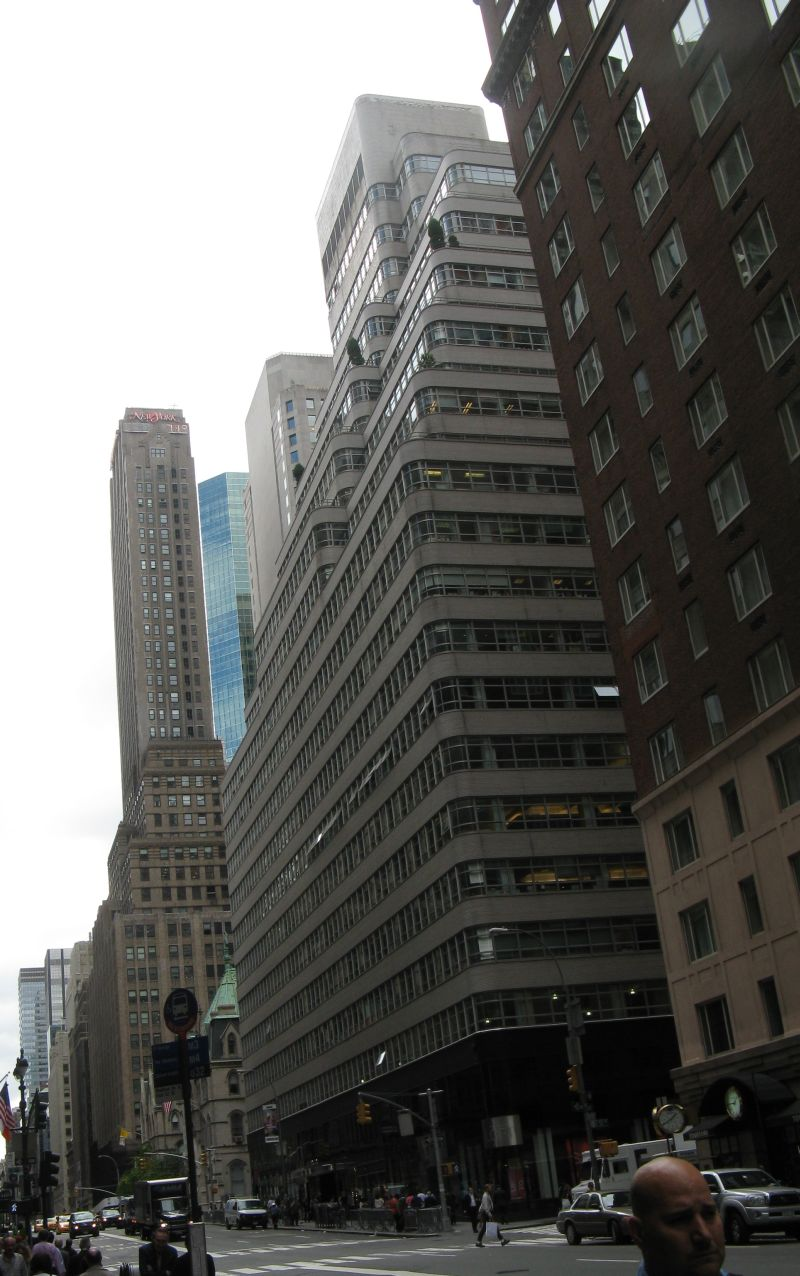
Das denkmalgeschützte Look-Building in New York

Gardner “Mike” Cowles, Jr. (1903–1985), Chefredakteur der Tageszeitungen The Des Moines Register und The Des Moines Tribune, gründete Look gemeinsam mit seinem Bruder John Anfang 1937. Sitz der Redaktion war in der noblen Einkaufsstraße Madison Avenue Nr. 488 in New York. Die Zeitschrift erreichte auf Anhieb eine Auflage von 705.000 verkauften Exemplaren. Binnen Wochen stieg die Auflage auf eine Million. Die ersten fünf Nummern erschienen als Monatszeitschrift und enthielten keine Werbung. Für die späteren Ausgaben wurde, beginnend mit dem 11. Mai 1937, zum zweiwöchentlichen Rhythmus gewechselt.

## Format
Das ungewöhnliche Format (rund 28 × 35,5 cm) der ersten Ausgaben ermöglichte besonders flexibles Gestalten. So konnten einzelne Fotos oder Fotoreportagen mit längeren Bildunterschriften oder kürzeren Artikeln versehen werden. Das Konzept richtete sich an eine breitere Leserschaft als die des Konkurrenzmagazins Life und versprach in seiner Werbung, die Interessen der ganzen Familie und der Geschäftswelt einzubeziehen.

## Prominente Mitarbeiter

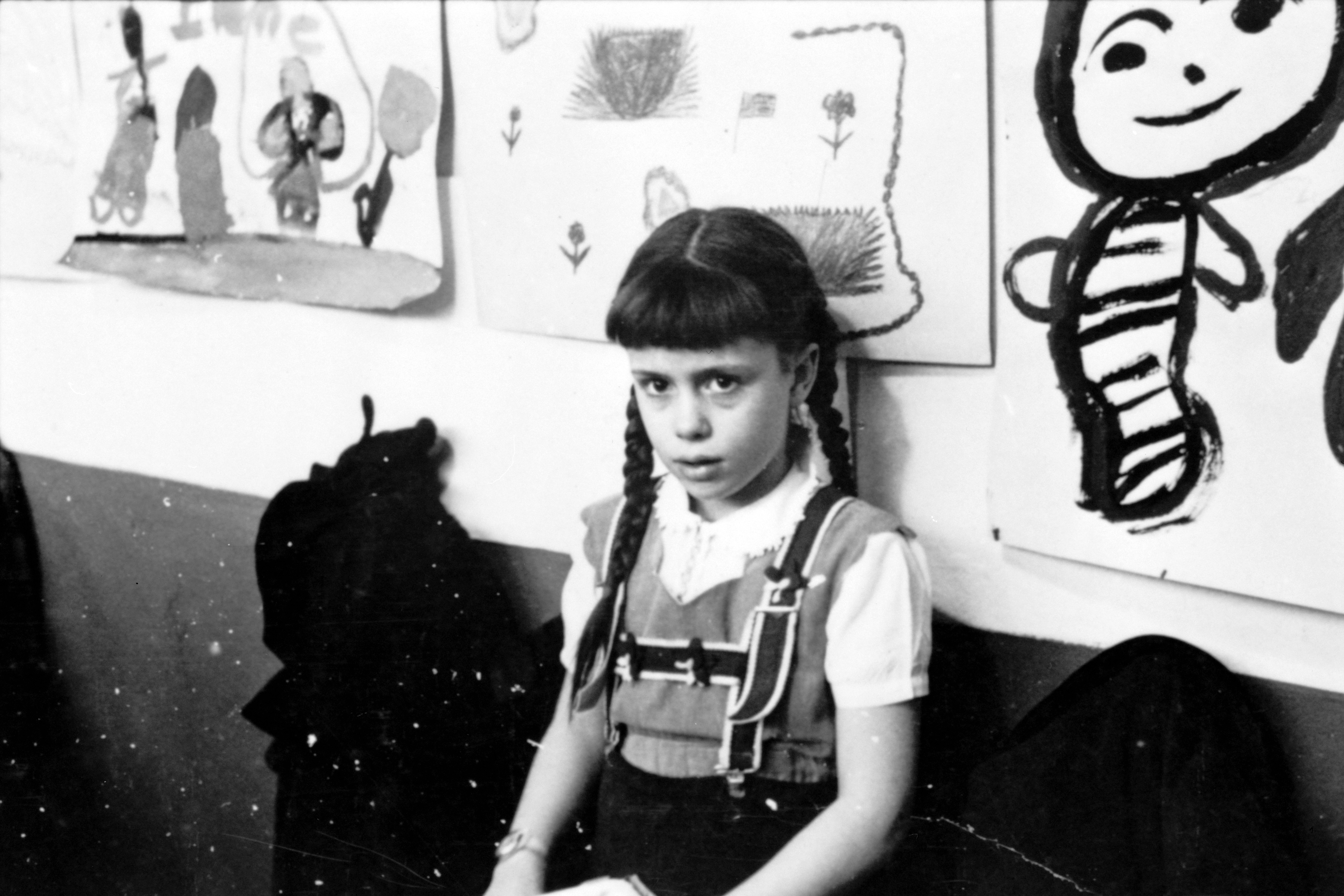
Stanley Kubrick: Mädchen mit Kunstwerken, 1949

Filmregisseur und Drehbuchautor Stanley Kubrick begann seine Karriere bei Look. Schon als Schüler brachte er seine Amateuraufnahmen in die Redaktion. Als Achtzehnjähriger bekam er eine Festanstellung als Fotograf. Die Zeitschrift druckte über dreihundert seiner Bilder, ehe Kubrick seinen ersten kleinen Dokumentarfilm drehte. Diese Fotos werden heute von der Library of Congress und dem Museum of the City of New York verwahrt.
Weitere bekannte Fotografen, die für Look arbeiteten, waren Peter Basch, René Burri, Will McBride, Max Scheler, Ylla und Tony Vaccaro.
Von 1963 an arbeitete der in den USA populäre Maler und Illustrator Norman Rockwell für Look. Er hatte zuvor in 40 Jahren über 300 Titelbilder für die Saturday Evening Post gestaltet und das Boys' Life-Magazin des größten amerikanischen Pfadfinderverbandes Boy Scouts of America illustriert.

## Auflage
1948 betrug die verkaufte Auflage pro Ausgabe 2,9 Millionen Stück. 1954 stieg sie auf 3,7 Millionen. Die größte Auflage erreichte der Verlag 1966 mit rund 80 Millionen Exemplaren. 1969 waren es nur noch 7,5 Millionen.
Die höchsten Werbeeinnahmen erzielte die Zeitschrift 1966 mit rund 80 Millionen Dollar. Damit war Look nach Life die zweitgrößte großformatige Publikums-Zeitschrift der USA, gefolgt von der The Saturday Evening Post, die 1969 schließen musste und Collier's, die nur bis 1956 bestand.

## Das Ende
Mit der Ausbreitung der Fernsehberichterstattung begann der Niedergang der großformatigen Zeitschriften. Auch bei Look gingen die Werbeeinnahmen zurück, die Postgebühren stiegen, dazu kam eine wenig effektive Geschäftsführung. Das Jahr 1970 brachte einen Verlust von 5 Millionen Dollar. Die letzte Ausgabe von Look erschien am 19. Oktober 1971. Die Auflage betrug noch 6,5 Millionen.
Das wertvolle Archiv mit rund fünf Millionen Fotoarbeiten ging als Geschenk an die Forschungsbibliothek Library of Congress in Washington, D.C.

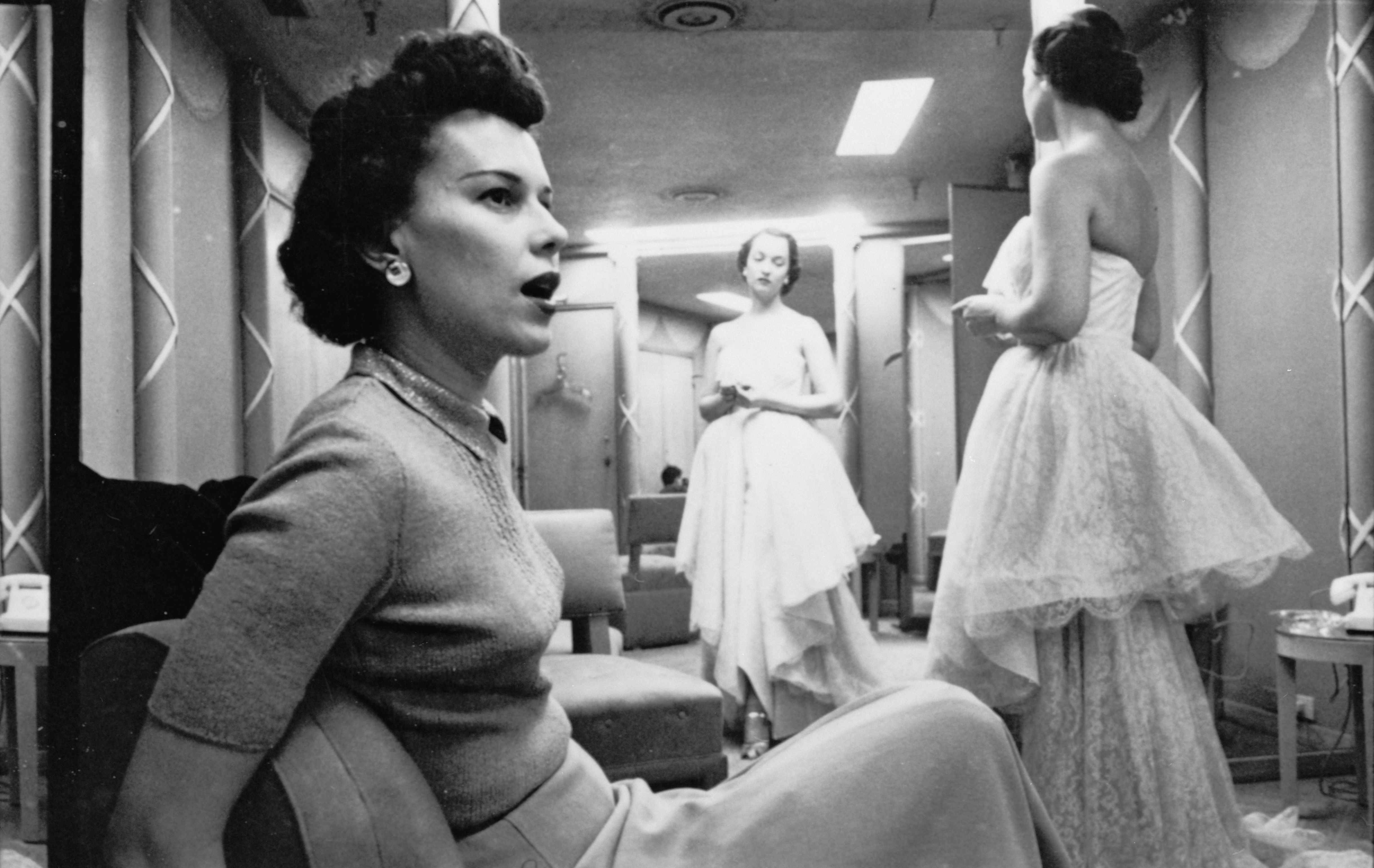
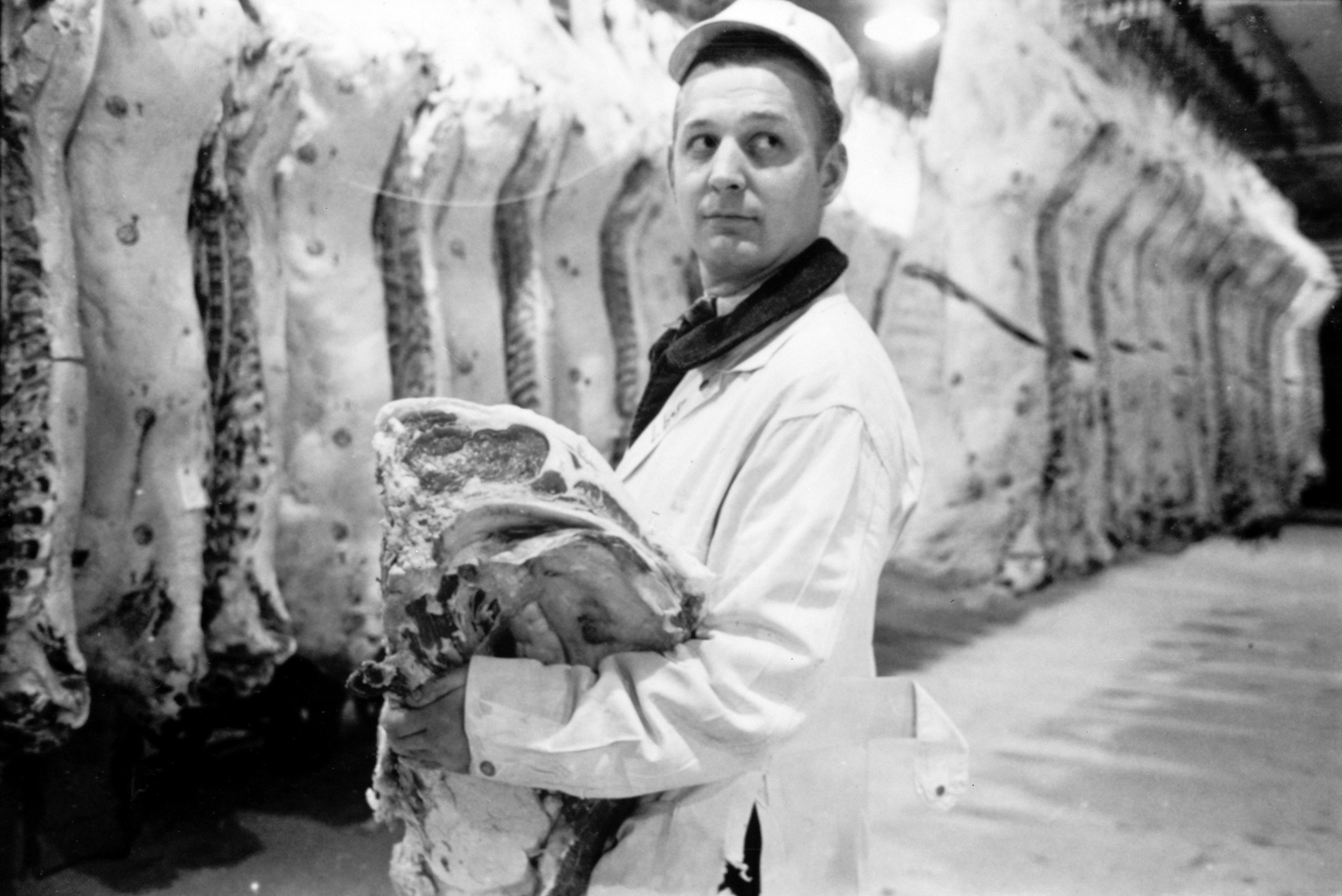
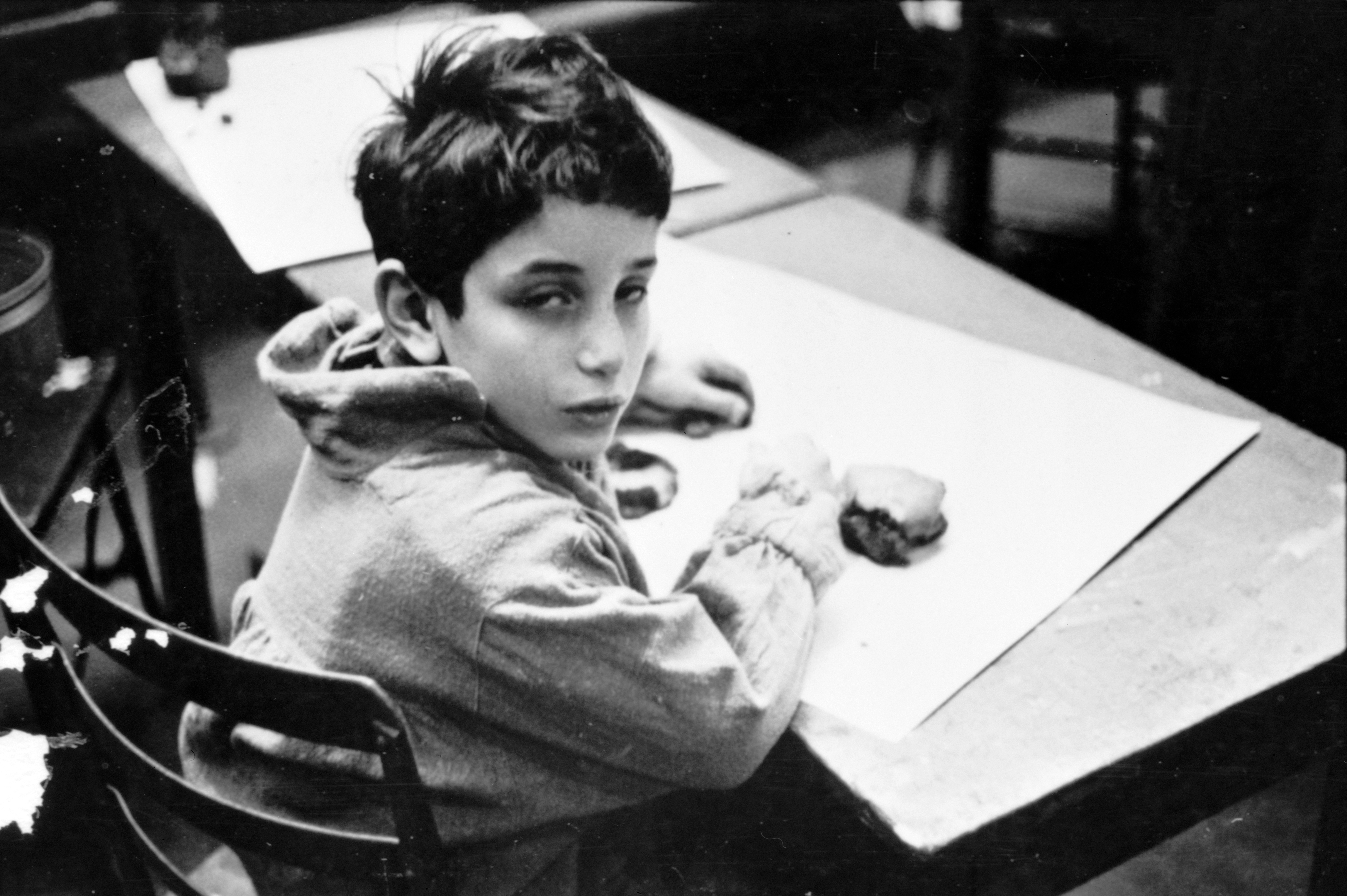
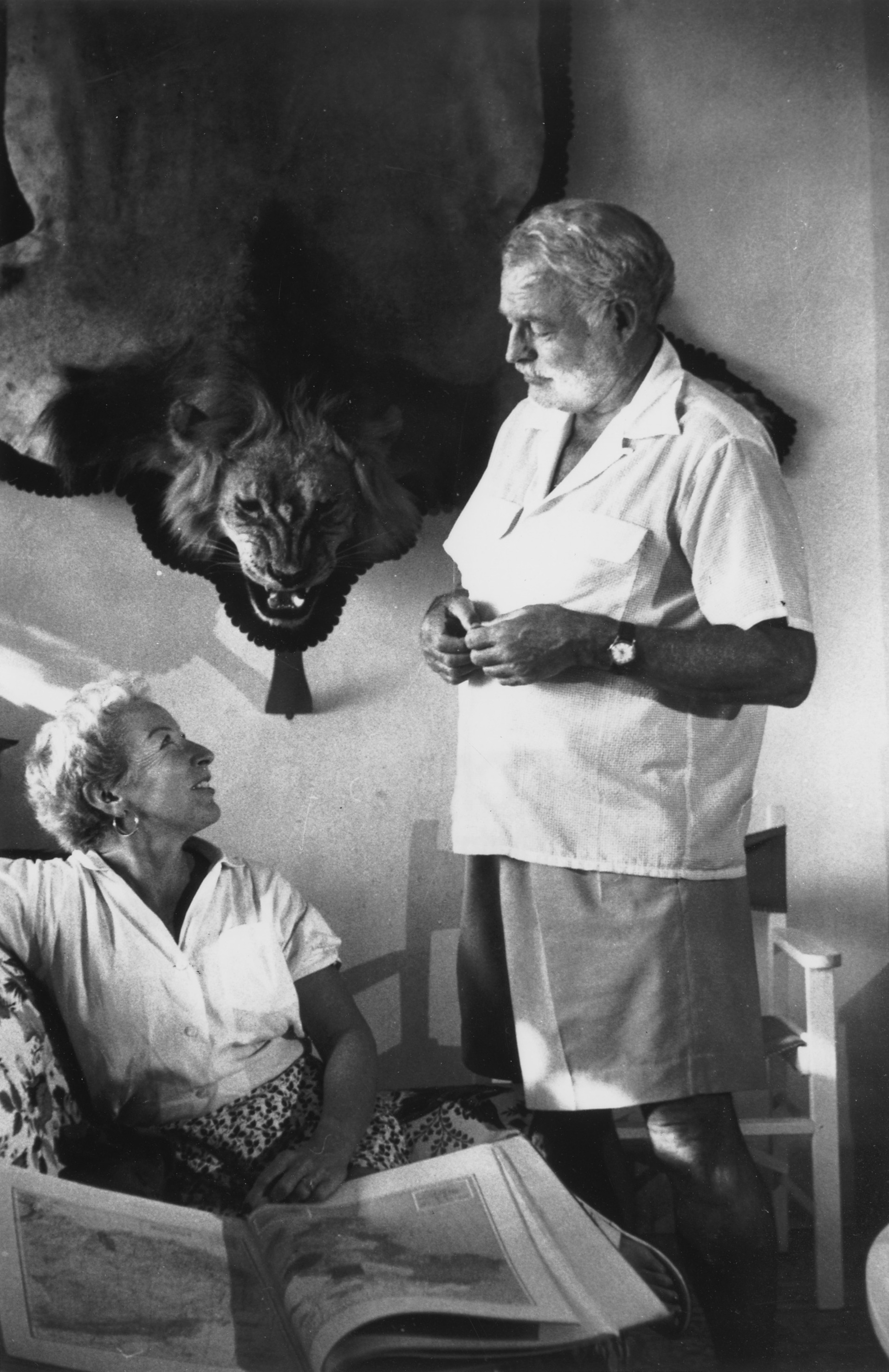

## Danach
1979 versuchte der Verlag Hachette Filipachi Medias vergeblich, an alte Erfolge anzuknüpfen. Er brachte Look, The Picture Newsmagazine als zweiwöchentlich erscheinende Zeitschrift heraus. Nach einem Jahr musste auch dieses Blatt aufgegeben werden.

## Außenwirkung
Look wurde in einer Reihe von Filmen erwähnt, etwa in:
- Die Verurteilten (1994)
- Fröhliche Weihnachten
- Die große Liebe meines Lebens
- The Hoax

Auch in einigen Fernsehserien fand die Zeitschrift Erwähnung, so in:
- The Simpsons in der Folge Die Reise nach Knoxville
- Mad Men
- In einer Episode von I Love Lucy spielte ein Look-Fotograf eine Rolle.
- In dem Film I love Melvin von 1953 mit Debbie Reynolds und Donald O’Connor war dem Magazin eine größere Szene zugedacht.

In der Literatur:
- In der Einleitung seines Romans Portnoys Beschwerden benannte Philip Roth die Zeitschrift als Beispiel für den schlechten Literaturgeschmack seines Vaters.